# 異国降伏祈祷
異国降伏祈祷（いこくこうふくきとう）とは、鎌倉時代後期、モンゴル帝国の侵入に対して、朝廷・幕府・諸社寺・庶民が、モンゴル帝国の調伏（降伏）を祈願するため全国の一宮を初めとする神社や寺院を中心に行う国家対策規模の祈祷修行のことで、五壇護摩法とよばれる五大明王の前に護摩を焚いて本尊に祈る仏教の特別な修行法で行われた。「敵国降伏祈祷」、「異国調伏祈祷」または「異賊調伏祈祷」ともいう。亀山上皇が朝廷として、1274年（文永11年）11月2日に行ったのが最初であり、1280年（弘安3年）2月には幕府が全国の寺社に対し祈祷を行わせた。